# Dalslands historia
Dalslands historia täcker de delar av Sverige som i dag räknas till landskapet Dalsland och de delar som historiskt har räknats dit. Dalslandshistorien inleddes efter den senaste istiden. Landskapet låg i gränstrakterna mellan Sverige och Norge och var länge i periferin mellan båda, med dåliga vägar där det var svårt att ta sig fram. Dalslands första – och enda – stad var Åmål, som grundades 1643. På 1600-talet kom järnbruk och sågverk till landskapet, som tidigare varit helt beroende av jordbruk. På 1800-talet upplevde Dalsland sin storhetstid, mycket tack vare havreodlingen, men efter nödår på 1860-talet och ökad konkurrens på havremarknaden gick den dalsländska ekonomin bakåt. Mellan 1861 och 1930 emigrerade 50 000 dalslänningar till USA eller Norge.
På 1800- och 1900-talet blev pappersindustrin viktig, men Dalsland förblev länge ett jordbrukslandskap. 1950 var nästan dubbelt så stor andel av befolkningen beroende av lantbruket för sin försörjning som i resten av landet, men under andra halvan av 1900-talet kom befolkningen att koncentreras till tätorterna, som ändå kom att behålla en småskalighet. 2017 bodde det 51 000 personer i Dalsland, jämfört med 85 000 personer 1880.

## Förhistoria och namn

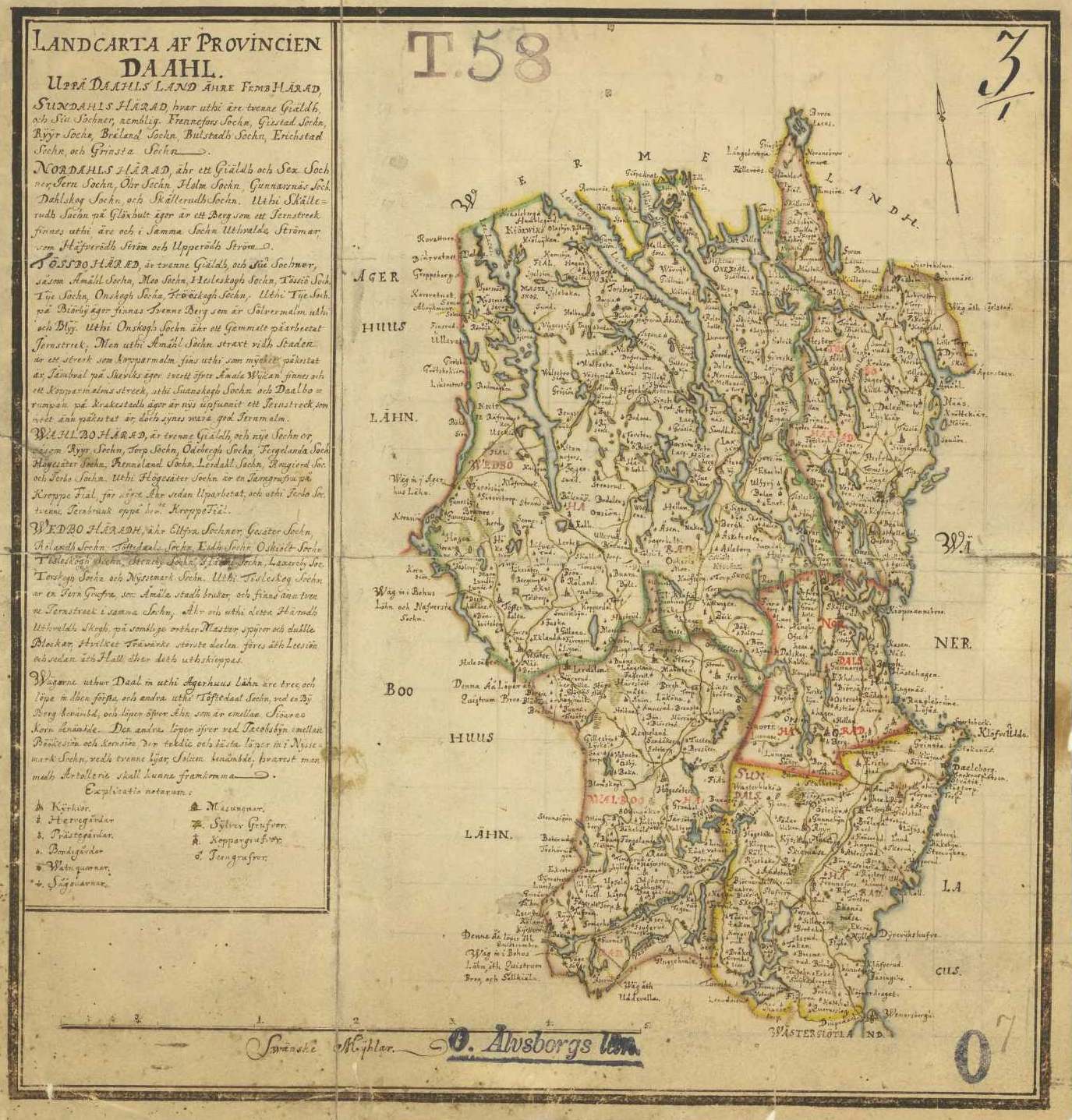

Det som i dag är Sverige fick sina första isfria delar efter den senaste istiden 14 000 år fvt. Från Dalsland började isen smälta undan 2 000 år senare, och det tog ytterligare 2 000 år innan hela landskapet var isfritt, efter att avsmältningen stått still under en kallare period på 800 år med iskanten mitt i vad som kom att bli Dalsland. Jordbruket och boskapsskötseln kom till Dalsland mellan 3 000 fvt och 2 000 fvt.
Dal var namnet på dalarna och slätterna vid Nordals och Sundals härader; Vedbo, Valbo, Tössbo och Nordmarks (som i dag räknas till Värmland) härader kallades under äldre medeltid Markir, Markerna och har sitt namn därefter. Området var förmodligen glesbefolkat med små jordbruksbygder insprängda i obebodda skogstrakter. Terrängen isolerade häradena från varandra.

## Medeltiden

### Bildandet av Norge och Sverige
I det tidiga bildandet av det som skulle komma att bli Sverige låg Dalsland i periferin. De deltog inte kungaval, ställde inte upp i ledung i krig. Dalsland var en gränszon mellan makterna i det som skulle bli Norge och Sverige, i utkanten av båda maktsfärerna.
Den norske kungen Magnus Barfot invaderade Dal och Markerna på 1090-talet för att försöka återföra dem till Norge. Han mötte sveakungen Inge den äldre i strid och förlorade. Som en del av fredsfördraget efter mötet i Kungahälla – troligtvis 1100 eller 1101 – gifte sig Magnus barfot med Inges dotter Margareta Fredkulla. Markerna förblev under 1100-talet ett område som ingen kung hade någon egentlig makt över, även om de i teorin var en del av sveaväldet. Under 1100- och 1200-talet fungerade Dal och Markerna upprepade gånger som bas för norska upprorsmän som drog sig tillbaka dit för att samla kraft i krigen om den norska kronan.

### Sverige och Kalmarunionen
Mot slutet av 1200-talet och början av 1300-talet kom den svenska makten över Dal och Markerna att cementeras. Dalsland var en del av Västergötlands lagsaga. 1304 grundades Dalaborg, som kom att bli ett politiskt och militärt centrum i området in på 1400-talet. I och med Magnus Erikssons tillträde till kungakronan i både Sverige och Norge kom Dalsland att för en tid hamna mindre i periferin, då det istället låg mitt i kung Magnus maktsfär. Efter att Albrekt av Mecklenburg hade tagit makten över Sverige behöll Magnus Eriksson och sedan hans son Håkan Magnusson makten över västra Sverige, däribland Dalsland, och mycket av den politik som Albrekt av Mecklenburg drev i de delar av Sverige han kontrollerade påverkade aldrig Dalsland. Kyrkoadministrativt var det medeltida Dalsland ett prosteri i Skara stift med ett femtiotal kyrkor.
Plogen introducerades i nuvarande Dalsland någon gång mellan 1000- och 1200-talet. Även vattenkvarnen var ny vid denna tidpunkt. Under 1100-, 1200- och tidigt 1300-tal utvidgades jordbruksmarkerna i Dalsland. Det medeltida Dalsland bestod huvudsakligen av enskilt liggande gårdar. Dessa kom sedan att förvandlas i byar allt eftersom gårdarna delades upp mellan bröder som var tvungna att bygga ut och nyodla för att försörja sig; på 1700-talet fanns många klungbyar med fem till åtta gårdar i varje by.
Dalsland drabbades liksom övriga Norden av digerdöden, den följande jordbrukskrisen och andra pestepidemier under 1300- och 1400-talen. Jordbruksexpansionen avbröts och gårdar övergavs; inte förrän på 1500-talet började befolkningen återhämta sig. Mycket få nya hus byggdes i Dalsland på 150 år efter digerdöden; befolkningsminskningen hade lett till att man hade fler byggnader än man behövde.

### Äldre vasatiden

Blasonering: fält av silver en röd gående tjur i rött med beväring i guld. 1630-tal.

Kalmarunionen bröt samman efter att Kristofer av Bayern avlidit 1448. I de oroliga årtionden som följde kämpade svenska stormän framför allt mot den danska unionsmakten om Kalmar län, men även Västsverige och Dal var omtvistat mellan de svenska riksföreståndarna, unionsmakten och norska intressen. Efter Gustav Vasas maktövertagande koncentrerades makten till kungen. Gustav Vasa var misstänksam, stundtals paranoid, och i sin ovillighet att lita på människor samlade han makten hos den egna familjen. Dal blev ett grevskap, ursprungligen under kungens son Magnus. Grevskapet Dalsland fick sitt landskapsvapen 1560, ursprungligen med en oxe istället för en tjur.
I början av 1500-talet var nästan alla dalslänningar beroende av jordbruk. Korn stod för 80 % av spannmålsskörden, råg för 15 % och havre  för 5 %. Dalsand stod vid tiden bara för en halv procent av rikets spannmålsproduktion. I landskapet fanns 1 % av Sveriges boskap och 1,5 % av befolkningen. 1570 hade Dalsland 7 000 invånare. Gustav Vasa försökte få fler att flytta till Dal för att gå igång landskapets ekonomi, men det finns inga kända spår av att det ledde till någon faktisk inflyttning. Bönderna betalade fortfarande sin skatt in natura och inte med pengar, som vissa andra delar av Sverige hade gått över till.

## 1600- och 1700-talet

### Dalslands första stad

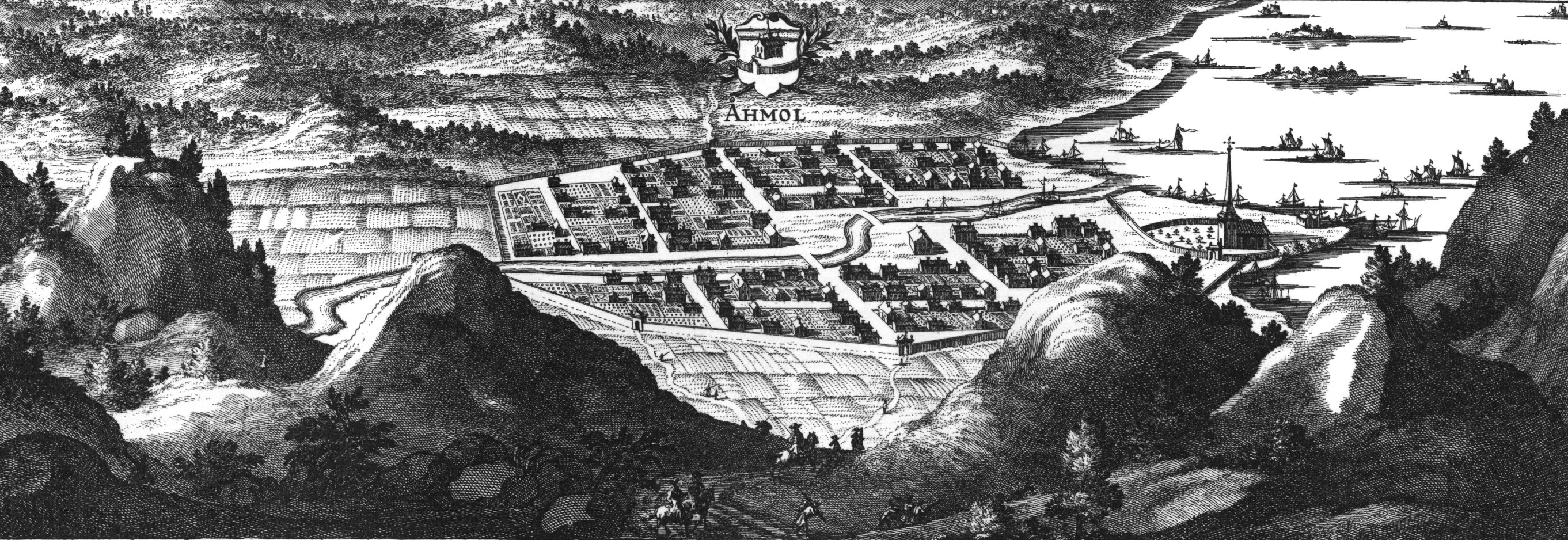
Åmål omkring år 1700. Ur Suecia antiqua et hodierna.

Södra Dalsland drabbades hårt under Nordiska sjuårskriget med plundrade och nedbrända gårdar. Bönderna klarade sig ändå förhållandevis väl, med skog där boskap kunde gömmas och enkla hem som lätt kunde byggas upp igen. Även under Kalmarkriget brändes gårdar i södra Dalsland, och bönderna brandskattades. Kriget avbröt planer den svenska kungamakten hade på att grunda områdets första stad, vid mynningen av Dalbergsån.
Istället fick Dalsland sin första stad i Åmål, som tillkom för att stävja gränshandeln mot Norge. Man hade tidigare försökt få dalslänningarna att handla i Brätte, föregångaren till Vänersborg, men det hade misslyckats. 1640 uppmanades folk att bosätta sig i Åmål, som redan var en marknadsplats och hade en hamn, med löfte om att den skulle få stadsprivilegier snart den vuxit tillräckligt, vilket skedde 1643. Nästan alla borgare hade boskap; de första generationerna Åmålsbor var jordbrukare och fiskare i staden, men där fanns också hantverkare, även om dessa var tvungna att dessutom sysselsätta sig med jordbruk för att klara överlevnaden.
Åmål skilde sig från andra byar huvudsakligen genom sina stadsprivilegier och utanför dess omedelbara närhet spelade den först mindre roll än de mer avlägsna Göteborg, Vänersborg, Karlstad och Lidköping. Den nygrundade staden intogs och plundrades under Hannibalsfejden, och delar av staden brann ned. Under Gyldenløvefejden tre årtionden senare plundrade norska trupper västra Dalsland, och 409 gårdar – minst en fjärdedel av alla som fanns – brändes ned, liksom delar av Åmål.
Under det stora nordiska kriget klarade sig Dalsland bättre – trupper inkvarterades 1700 och 1709 och Karl XII invaderade Norge från Dalsland och Bohuslän, men landskapet slapp undan större förstörelse.

### Bruken

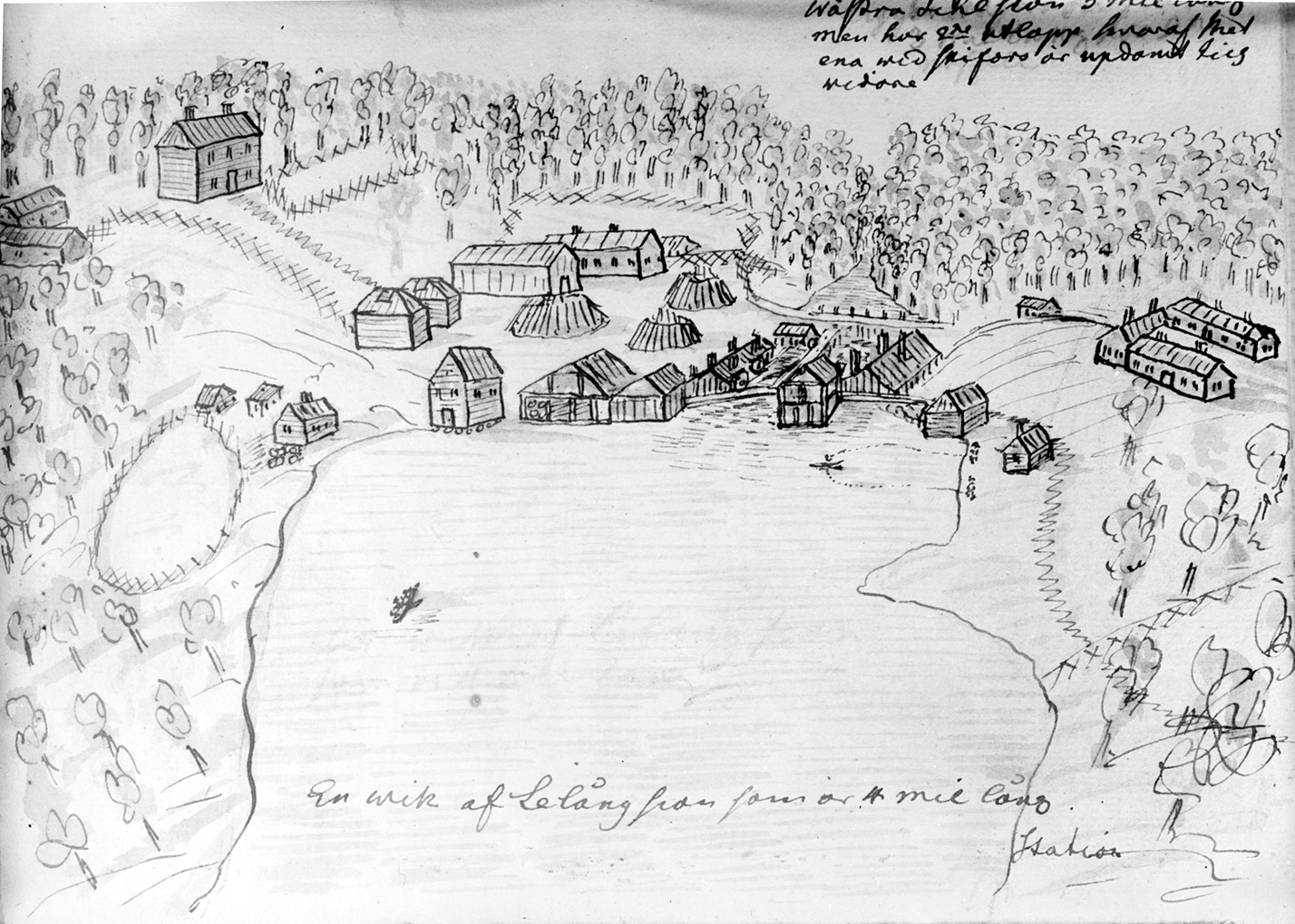
Gustafsfors bruk, 1750-tal.

I mitten av 1600-talet gjordes flera misslyckade försök att starta bergsbruk i Dalsland. Istället kom landskapet under andra halvan av 1600-talet att få bruk där man förädlade redan existerande tackjärn från Bergslagen, tack vare skogen och den goda tillgången till trä. Bruken expanderade på 1690-talet, trots att utvecklingen hämmades av konflikter mellan dem och Åmåls borgare, som ville tvinga järnproducenter att väga sina produkter på stadens våg mot betalning och frakta järn å Vänern på borgarnas skepp istället för sina egna. Också Dalslands sågverk blev ekonomiskt viktiga på 1600-talet.
Efter 1690-talet avstannade expansionen, även om de bruk som redan fanns klarade sig – kronan var rädd att skogen skulle ta slut och ville inte dumpa priset på exportmarknaden, och reglerade verksamheten. När stångjärnsproduktionen hejdades på order från staten blev förädlingen av järnet viktigt och produktionen gick mot varor som spik, plåt, stål och järntråd. Uddevalla fick 1719 rätt att exportera järnvaror, och vilket drev fram nya dalsländska bruk från och med 1730-talet. Först var Öxnäs 1733, sedan följde ytterligare sexton stycken under 1700- och 1800-talen. De stora bruken var Öxnäs, Billingsfors, Gustafsfors och Rådanefors; övriga var mindre. Virkeshanteringen ökade också under 1700-talet och ett femtiotal nya sågverk anlades.  Fortsatta försök att driva bergsbruk i Dalsland misslyckades dock.

### Byggnaderna
1583 betraktades 34 av 43 dalsländska kyrkor som mer eller mindre fallfärdiga; på grund av Gustav Vasas konfiskationer hade kyrkorna stora ekonomiska problem och det dröjde i de flesta fall till mitten av 1600-talet innan nysatsningar blev möjliga. 1650 fick sockenstämmorna själva bestämma om reparationer eller ombyggnationer med hjälp av skatter som allmogen betalade och de började spara i fonder. Resurserna lades på predikstolar, altaren, fasta inventarier och vägg- och takmålningar. Mellan 1650 och 1760 tillkom 20 nya kyrkor i Dalsland, ofta med tresidiga koravslutningar som var ett populärt drag i hos dalsländska kyrkor.
1700-talets dalsländska bondgårdar slog gärna ihop ekonomibyggnaderna – loge med sädeslada och foderlada, fähus och stall – till en byggnad, ibland även bostadshuset.

## 1800-talet

### Befolkningstillväxten
Sverige upplevde en stor befolkningstillväxt på 1800-talet. 1810 bodde 39 300 personer i Dalsland, 1860 fler än 80 920. Befolkningen i riket ökade med 62 % under perioden; i Dalsland ökade befolkningen med 106 % och alla landskapets härader låg långt över rikssnittet. Åmåls befolkning ökade med 93 %, vilket låg i linje med vad man kunde förvänta sig av svenska städer. 1880 hade befolkningen ökat till ungefär 85 000 personer. Den odlade arealen fyrdubblades i Dalsland och ödemark blev åker. Hushållningssällskapen var en viktig pådrivande faktor.
Från att ha täckt 5 % av landskapets yta ökade åkermarken till 20 % – i Sundals härad från 7 % till 50 %. Först ängar, sedan utmarker som ljung- och skogsbackar och vattensjuka marker som dränerades. Ibland sänkte eller dränerade man sjöar och försökte även odla på gamla mossmarker. Mellan 1816 och 1840 var inflyttningsöverskottet i Sundals härad över 1 000 personer, främst från Västergötland. Tack vare jordbruksreformer, främst laga skiftet 1827, försvann byalagen och hemmansägarna tog över. Bygemenskaperna hade aldrig varit starkt utvecklade i Dalsland, vilket underlättade förändringen.

### Havrens storhetstid
Havren hade varit obetydlig på 1500-talet men växte på 1600- och 1700-talen och dominerade helt på 1800-talet. 1865 stod den för 74 % av den dalsländska spannmålsproduktionen; 1880 och 1890 för 80 %. Havren var en bra gröda för nyodlingarna, lätt att transportera, överskott kunde bli brännvin och en internationell efterfrågan ledde till export. Havreskördarna gav goda år, och man byggde Dalslandsstugor och stora mangårdsbyggnader. På slätten blev man mycket beroende av havren, men i skogsbygderna förblev boskapsskötseln viktig.

### Industrins intåg
Teknisk förnyelse i Storbritannien minskade de svenska järnbrukens konkurrenskraft. Den nya tekniken spreds till Dalsland på 1820-talet, först till Bäckefors. Man gick från järn- till stålindustri. Upperud och Vitlanda tog snart efter och i mitten av 1840-talet hade den nya tekniken spridits till alla dalsländska järnbruk. Näringsfrihetens införande kom i kombination med detta att ge de dalsländska bruken en guldålder,  men 1860- och 1870-talen gick många bruk under. 1872 fanns bara tre bruk – Billingsfors, Honefors-Forsbacka och Lisefors – kvar, även om de var mycket mer effektiva och producerade mer än de tidigare små bruken.
1850-talet blev stora sågverkens genombrott i Sverige och vid 1870-talet upplevde de en högkonjunktur. Sågverken blev en viktig del av den dalsländska industrin trots konkurrens från Norge.  Framgångarna kulminerade på 1890-talet. Även skifferbrytningen blev viktig i Dalsland, tack vare Dalformationen.  I slutet av 1700-talet hade man på allvar börjat bryta lerskiffer och under 1800-talet blev både Gunnarsnäs och Dalskog viktiga för skifferbrytningen. Men skifferindustrin var beroende av billig arbetskraft; på 1880-talet fick den problem både med stigande löner i Dalsland och brittisk konkurrens om bröt skiffer med maskin. Också halmnäringen och halmslöjden seglade upp som ett nytt inslag i den dalsländska ekonomin på 1800-talet.

### Kanalen och pappersindustrin

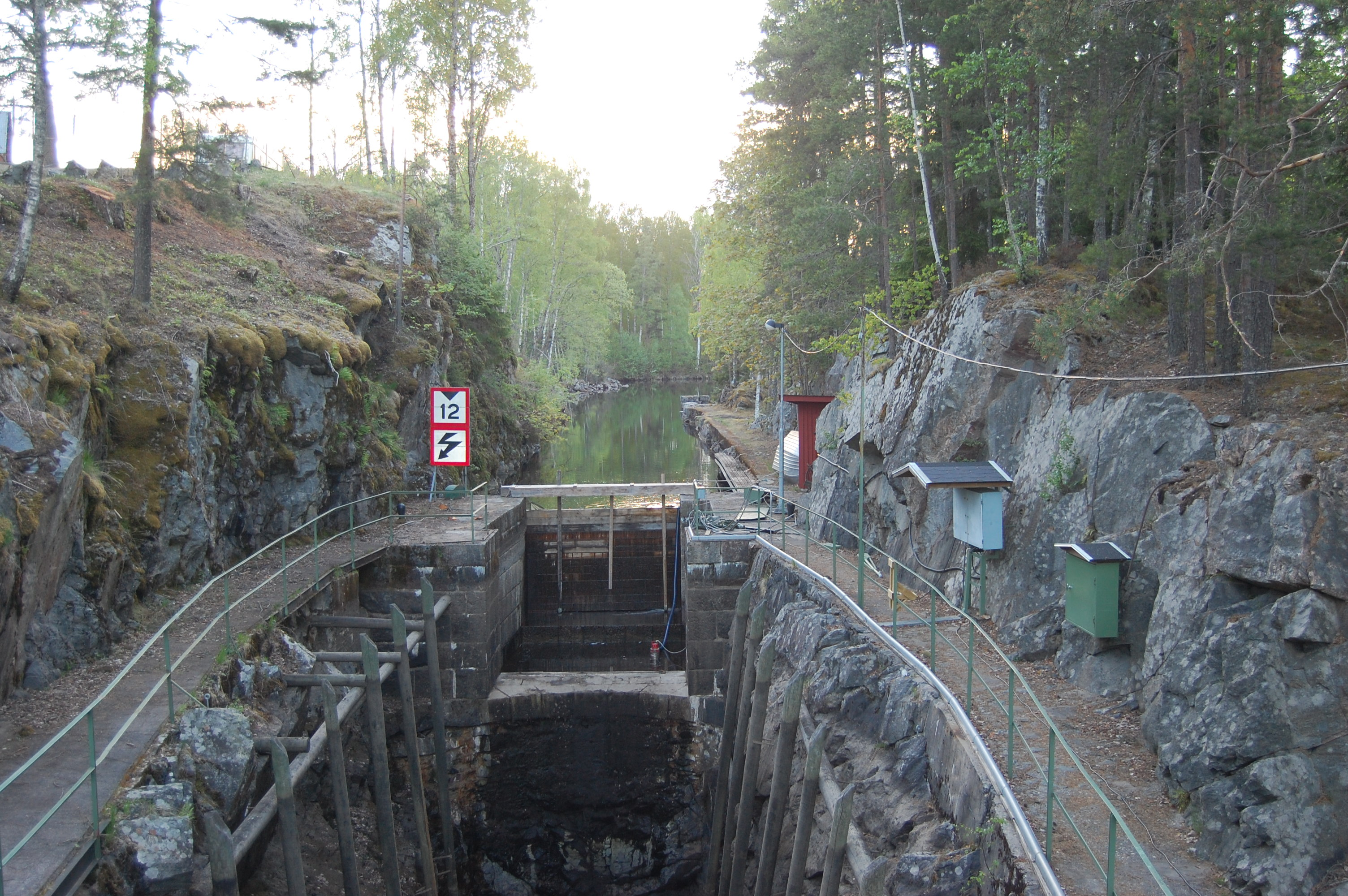
Dalslands kanal. Nedre slussen i Töcksfors.

Vägarna i Dalsland var usla, men 1864–1868 grävdes Dalslands kanal för att ge bättre vattentransportmöjligheter. Man behövde bara gräva tolv kilometer, resten består av tidigare existerande vattenleder, främst sjöar. På grund av höjdskillnaderna var man ändå tvungen att bygga 31 slussar och akvedukten i Håverud.  Tack vare kanalen kunde en pappersindustri uppstå och mot slutet av 1800-talet grundades pappersbruken.  År 1900 stod Dalsland för 5 % av Sveriges pappersmasseproduktion och 10 % av papperstillverkningen. Rudolf Liljeqvist anlade vid sekelskiftet en lönsam kemisk fabrik som tillverkade kalilut, klorkalk och kaustiksoda, men transportkostnaderna blev i längden för höga och fabriken lades ned 1925.

### Nödåren och emigrationen
1866–1868 var svåra år för bönderna med dåliga skördar och 1869 sköt dödstalen i höjden, särskilt på Dalboslättens jordbruksmarker. Havren utarmade jorden men ingenting gjordes åt det. På 1880-talet gick hela nordvästra Europa in i en jordbrukskris.  De små brukssamhällena hade också förlorat sina industrier när centraliseringen ledde till färre, större bruk, innan även dessa konkurrerades ut av ny industri på 1880-talet.
Brukens och jordbrukets nedgång ledde till försämrade livsvillkor i landskapet och Dalsland kom att bli ett utflyttningslandskap. Tidigare hade folk i begränsad mängd flyttat över den norska gränsen; nu emigrerade många till USA. Den första dalsländska emigranten kom till USA 1851, men det dröjde till 1880-talet innan det rörde sig om några större mängder. 1887 flyttade motsvarande tre procent av Dalslands befolkning utomlands, de flesta till USA. Mot slutet av 1880-talet och början av 1890-talet flyttade större andel från Dalsland än från något annat svenskt landskap.
Det blev en nedgång i emigrationen över Atlanten när USA gick igenom en ekonomisk nedgång 1894, men det hämtade sig igen på 1900-talet fram tills världskrigets utbrott 1914. Mellan 1861 och 1930 flyttade 50 000 dalslänningar utomlands – 33 400 till USA och 15 000 till Norge.

## 1900-talet

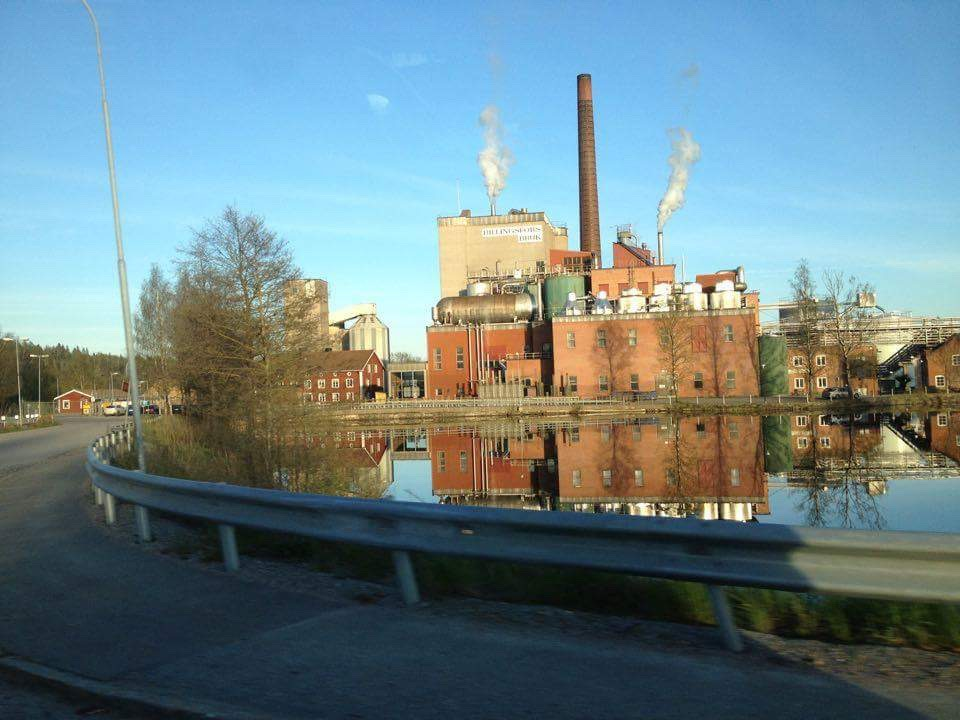
Tidigare järnbruk och nu pappersmassefabrik i Billingsfors.

Dalsland förblev länge ett jordbrukslandskap. 1950 bodde 66 % av den svenska befolkningen i städer, i Dalsland 40 %. I hela Sverige var 24 % av befolkningen beroende av jordbruket, i Dalsland 42 %. När dalslänningarna flyttade till tätorter var det ofta utanför landskapet. Så såg det en befolkningsminskning under stora delar av 1900-talet. 1950 bodde 63 000 invånare i Dalsland, 1960 var de 60 000, år 1970 hade befolkningen minskat till 54 000, år 1980 tagit ett kliv till 57 000 men 2017 sjunkit till 51 000.
Efter havrens ekonomiska krasch blev djurhållningen viktigare. Mjölkproduktionen blev viktig, och mejerier startades – det största i Brålanda, där man tog hand om 7 000 ton mjölk om året. Under andra halvan av 1900-talet försvann många små gårdar, som inte längre kunde konkurrera. De dalsländska industrierna hade ett hårt 1900-tal, liksom på många andra svenska orter, men pappersindustrin gick länge bra tills delar kom att slås ut under senare delar av 1900-talet och början av 2000-talet. Dalsland koncentrerades liksom resten av landet till tätorterna, men kom att behålla en småskalighet. Det uppstod inga stora städer och inga stora industrier.
Under andra världskriget blev Dalsland föremål för omfattande militär aktivitet. De långsmala sjöarna utgjorde bra hinder för eventuella anfall och mellan dem förlades många soldater och befästningar byggdes.